# Туніс на літніх Олімпійських іграх 2012
Туніс на літніх Олімпійських іграх 2012 був представлений 71 спортсменом у 17 видах спорту.

## Медалісти
| Медаль | Спортсмени     | Вид спорту     | Дисципліна                  | Дата      |
| ------ | -------------- | -------------- | --------------------------- | --------- |
| Золото | Уссама Меллулі | Плавання       | 10 км                       | 10 серпня |
| Срібло | Габіба Грібі   | Легка атлетика | біг на 3000 м з перешкодами | 6 серпня  |
| Бронза | Уссама Меллулі | Плавання       | 1500 м вільним стилем       | 4 серпня  |

## Академічне веслування
Чоловіки
| Спортсмени   | Дисципліна | Відбіркові заїзди | Відбіркові заїзди | Втішний заїзд | Втішний заїзд | Чвертьфінали | Чвертьфінали | Півфінали | Півфінали | Фінал   | Фінал |
| Спортсмени   | Дисципліна | Час               | Місце             | Час           | Місце         | Час          | Місце        | Час       | Місце     | Час     | Місце |
| ------------ | ---------- | ----------------- | ----------------- | ------------- | ------------- | ------------ | ------------ | --------- | --------- | ------- | ----- |
| Аймен Меджрі | Одиночки   | 7:21.64           | 5                 | 7:11.94       | 4             | Н/Д          | Н/Д          | 7:58.48   | 5         | 7:33.62 | 31    |

Жінки
| Спортсмени | Дисципліна | Відбіркові заїзди | Відбіркові заїзди | Втішний заїзд | Втішний заїзд | Чвертьфінали | Чвертьфінали | Півфінали | Півфінали | Фінал   | Фінал |
| Спортсмени | Дисципліна | Час               | Місце             | Час           | Місце         | Час          | Місце        | Час       | Місце     | Час     | Місце |
| ---------- | ---------- | ----------------- | ----------------- | ------------- | ------------- | ------------ | ------------ | --------- | --------- | ------- | ----- |
| Раша Сула  | Одиночки   | 8:19.31           | 6                 | 8:10.76       | 4             | Н/Д          | Н/Д          | Н/Д       | Н/Д       | 8:49.47 | 27    |